# Radvánovice
Radvánovice (německy Radwanowitz) je vesnice, část obce Karlovice v okrese Semily. Nachází se asi 1,5 kilometru jihovýchodně od Karlovic.
Radvánovice leží v katastrálním území Karlovice o výměře 10,21 km².
Na severním okraji vesnice se nalézá Roudenský rybník, kterým protéká Radvánovický potok.

## Historie
První písemná zmínka o vesnici pochází z roku 1543.

## Pamětihodnosti
- Krucifix (kulturní památka)

## Významní rodáci
- Bohuslav Jan Horáček, podnikatel v cestovním ruchu a mecenáš, nositel medaile Za zásluhy (2002, in memoriam)